# یواس‌اس کنکورد (پی‌جی-۳)
یواس‌اس کنکورد (پی‌جی-۳) (به انگلیسی: USS Concord (PG-3)) یک کشتی بود که طول آن ۲۴۴ فوت ۵ اینچ (۷۴٫۵۰ متر) بود. این کشتی در سال ۱۸۹۰ ساخته شد.